# توماس اشتراوس
توماس اشتراوس (آلمانی: Thomas Strauß؛ زادهٔ ۱۵ دسامبر ۱۹۵۳) قایقران روئینگ اهل آلمان بود.